# المنطقة الوسطى (رودان)
المنطقة الوسطى من مقاطعة رودان (بالفارسية: بخش مرکزی شهرستان رودان) في محافظة هرمزغان في إيران. وعاصمتها مدينة رودان. في التعداد الوطني عام 2006، بلغ عدد سكانها 52816 نسمة في 11112 أسرة. وفي التعداد عام 2011 قُدر بـ 59660 نسمة في 14356 أسرة.وفي آخر تعداد عام 2016، بلغ عدد سكان المنطقة 63616 نسمة في 17314 أسرة.